# Римокатоличка црква Узнесења Маријиног у Апатину
Римокатоличка црква Узнесења Маријиног у Апатину, подигнута је у периоду од 1795. до 1798. године, на простору тадашњег новог урбаног простора.
Црква је подигнута у главној улици, на самoj регулационoj уличнoj линијiji и представља тробродну грађевину. Црквени торањ се подиже из прочеља главне фасаде, која има карактеристике „Kопф” стила или дунавског барока. Уз леву страну апсидалног дела (у форми непотпуног полукруга), фланкирана је једноставна сакристија.
Унутрашњост цркве осликана је први пут 1882. године, од стране печујског уметника Максрајтера, да би у оквиру прославе великог црквеног јубилеја, 1898. године, била поново осликана. За овај изузетно захтеван посао били су ангажовани сликари Франц Лор и Kарл Грајнер. Без обзира на изузетан квалитет реализованог пројекта долази до следећег потпуног осликавања, које и данас краси унутрашњост црквеног здања. Ентеријер је декорисан у необарокном стилу, бојеним орнаметима антропоморфне, флоралне и геометријске форме. 
На своду централног наоса, налази се неколико новозаветних композиција урађених темпером, у al secco техници. Декорисање је поверено апатинском сликару Рудолфу Удварију, који је 1939. године, на основу предложака минхенског уметника Рихарда Холцнера.
Прве оргуље за цркву , израдио је 1797. године, чувени апатински градитељ оргуља Kашпар Фишер. У питању су биле изванредне бимануалне оргуље са  16 регистара, а које су представљале синтезу високог занатско-технолошког квалитета и уметничке компоненте (биле су у употреби све до 1912. године, када су замењене новим).
Поред статуа св. Петра и Павла, поклоњених од стране апатинског рибарског еснафа, из црвеног инветара уметничких артефаката, посебно се издваја барокна статуа црне Богородице или црне Мадоне, израђене од ебановине.